# Каприоара (Тулћа)
Каприоара (рум. Căprioara) насеље је у Румунији у округу Тулћа у општини Хамчарка. Oпштина се налази на надморској висини од 124 m.

## Становништво
Према подацима из 2002. године у насељу је живело 77 становника, од којих су сви румунске националности.